# Federalsburg
Federalsburg – miasto w Stanach Zjednoczonych, w stanie Maryland, w hrabstwie Caroline.